# Danilo Kiš
Danilo Kiš (Servisch: Данило Киш) (Subotica, 22 februari 1935 – Parijs, 15 oktober 1989) was een Joegoslavisch (Servisch) schrijver en dichter.

## Leven en werk
Kiš was de zoon van een Hongaarse Jood en een Montenegrijnse moeder. Tijdens de Tweede Wereldoorlog kwamen zijn vader en veel van zijn familieleden om in Auschwitz-Birkenau. Zelf vluchtte hij met zijn moeder naar Hongarije; na de oorlog keerde hij terug naar Montenegro, waar hij opgroeide bij een oom. Van 1954 tot 1958 studeerde hij literatuurwetenschap aan de Universiteit van Belgrado. Hij werd vervolgens eerst vertaler (uit het Russisch, Frans en Hongaars) en lector Servisch-Kroatisch in Parijs, waarnaar hij lange tijd op en neer bleef pendelen om er zich in 1979 definitief te vestigen.
Kiš hanteert als romanschrijver een zeer persoonlijke, suggestieve stijl, strevend naar een evenwicht tussen klassieke eenvoud, zuiverheid en moderne stromingen. Zijn wereldvisie is getekend door zijn jood-zijn en zijn herinneringen aan de oorlog. Bekendheid verkreeg hij met Tuin en as (1965), een schoolvoorbeeld van lyrische introspectie, waarin hij in halfbewuste, hallucinerende jeugdherinneringen zoekt naar het beeld van zijn vader, als incarnatie van zijn eigen existentie. In Grafsteen voor Boris Davidovitsj beschrijft hij de levensgeschiedenissen van een aantal slachtoffers van de Sovjet geheime politie onder Jozef Stalin. Een laatste hoogtepunt bereikte Kiš met Encyclopedie der doden (1983), waarvoor hij de 'Ivo-Andrić-Preis' kreeg toegekend. Fictie, realiteit en mythe vloeien in zijn verhalen samen, maar tegelijkertijd behouden ze hun eigen karakter van door de auteur geschapen taalobjecten.
Verscheidene werken van Kiš werden ook in het Nederlands vertaald, onder anderen door Lela Zečković.

## Werken (selectie)
- Mansarda: satirična poema, 1962
- Psalam 44, 1962
- Bašta, pepeo, 1965 (Tuin, as)

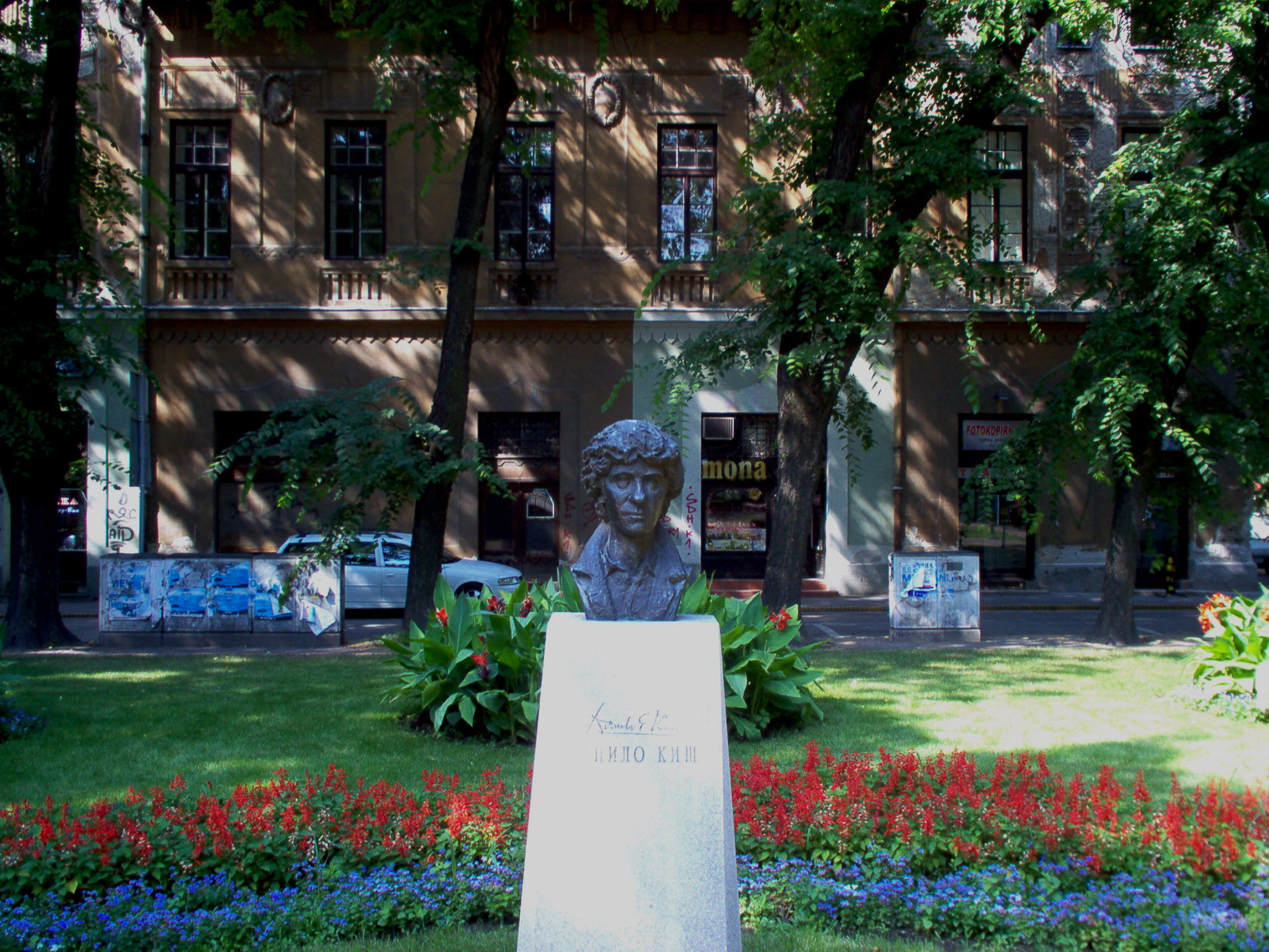
Monument Danilo Kiš, Subotica

- Rani jadi: za decu i osetljive, 1970 (Kinderleed, 1989)
- Peščanik, 1972 (Zandloper, 1988)
- Po-etika, 1972
- Po-etika, knjiga druga, 1974
- Grobnica za Borisa Davidoviča, 1976 (Een grafmonument voor Boris Davidovitsj)
- Čas anatomije, 1978
- Noć i magla, 1983
- Homo poeticus, 1983
- Enciklopedija mrtvih, 1983 (Encyclopedie van de doden)
- Gorki talog iskustva, 1990
- Život, literatura, 1990
- Pesme i prepevi, 1992
- Lauta i ožiljci, 1994 (De luit en de littekens, verhalen)
- Skladište, 1995
- Varia, 1995
- Pesme, Elektra, 1995

De romans Tuin, as, Kinderleed en Zandloper verschenen in het Nederlands ook in een gezamenlijke uitgave: Familiecircus (1993)

## Bron
- A. Bachrach e.a.: Encyclopedie van de wereldliteratuur. Bussum, 1980-1984. ISBN 90-228-4330-0